# François Dauverné
François Georges Auguste Dauverné (París, 16 de febrer de 1799 – 4 de novembre de 1874) fou un músic francès del Romanticisme. Als catorze anys fou admès com a trompeta en la música de la guàrdia del rei, el 1820 assolí per concurs la plaça de primer trompeta de l'Òpera, i el 1833 fou professor de la classe d'aquest instrument, fundada en el conservatori. Publicà un mètode per a trompeta i diverses composicions per al mateix instrument.